# 金色薩瓦納鰍
金色薩瓦納鰍為輻鰭魚綱鯉形目鰍科的其中一種，為温帶淡水魚，分布於歐亞大陸，包括多瑙河、黑海沿岸、愛琴海沿岸、頓河、庫邦河、庫拉河、阿拉斯河、Sefid-rud、Tedzhen與Murgab河等淡水流域，體長可達14公分，棲息在河川中上游底層水域，生活習性不明。

## 分類
部分分類法將本種分成2個亞種，即金色薩瓦納鰍（Sabanejewia aurata）及鹹海薩瓦納鰍（Sabanejewia aurata aralensis）。

## 扩展阅读
維基物種上的相關：金色薩瓦納鰍